# 筑前琵琶
筑前琵琶（ちくぜんびわ）は、福岡県（旧筑前国）でつくられてきた琵琶および、それを使って演じられる、盲僧琵琶の系譜を引く語りもの音楽の一ジャンル。

## 概要
日本中世に生まれた盲僧琵琶は、九州地方の薩摩国（鹿児島県）や筑前国（福岡県）を中心に伝えられたが、室町時代に薩摩盲僧から薩摩琵琶という武士の教養のための音楽がつくられ、しだいに語りもの的な形式を整えて内容を発展させてきた。筑前琵琶は、それに対し、筑前盲僧琵琶から宗教性を脱していったもので、明治時代中期に女性を主たる対象とする家庭音楽として確立したものであり、近代琵琶楽の第一号にあたる。近代琵琶楽としての筑前琵琶の成立にあたっては、福岡藩藩士の娘であった吉田竹子の活躍が大きい。歴史的には、宗教音楽としては、筑前盲僧琵琶が薩摩盲僧琵琶よりも古いが、芸術音楽としては、薩摩琵琶の方が筑前琵琶に先行している。
筑前琵琶の音楽は薩摩琵琶に比べ曲風が全体的におだやかであり、楽器、撥ともやや小ぶりである。楽器としての筑前琵琶は、桑材をくり抜いてつくった胴にの表面に桐の腹板を合わせる。原木に合わせてこしらえるため厳密に統一された規格はなく、音色も一面ごとに微妙に異なり、薩摩琵琶に比べて軟らかい。調絃も三味線に準ずるようになった。薩摩琵琶では歌（語り）と楽器は交互に奏されるが、筑前琵琶の音楽には三味線音楽の要素が取り入れられており、歌いながら琵琶の伴奏を入れる部分がある。著名な曲としては『湖水渡』『道灌』『義士の本懐』『敦盛』『本能寺』『石堂丸』などがある。筑前琵琶の種類は四絃と、四絃より音域をより豊かにする為に初代橘旭翁とその実子である橘旭宗一世によって考案された五絃があり、五絃の方が全体にやや大きい。撥も五絃用のものの方がやや開きの幅が広く、いくらか薩摩のものに近い。柱はいずれも五柱（四絃五柱、五絃五柱）。この他、高音用の「小絃」、低音用の「大絃」も作られたが、一般的に普及はしていない。

## 歴史
筑前琵琶は、明治時代中期に晴眼者で筑前盲僧琵琶の奏者であった初代 橘旭翁（たちばな きょくおう）（本名：橘智定（たちばなちてい）が薩摩で薩摩琵琶を研究して帰り、筑前盲僧琵琶を改良、新しい琵琶音楽として作り出された。琵琶奏者の鶴崎賢定（つるさきけんじょう）や吉田竹子がこの新しい琵琶音楽を広めるのに一役買った。
明治29年（1896年）、橘旭翁は東京へ進出し演奏活動を開始して注目を浴びた。そして雅号として「旭翁」と号し、筑前琵琶 橘流を創始、明治天皇の前で御前演奏をするなど急速に全国に広まったり、人気を評した。橘流は創始者である初代橘旭翁の没後、「橘会」と「旭会」の2派に分かれて現在に至っている。また吉田竹子の門下から高峰筑風（高峰三枝子の父）が出て一世を風靡したが、後継者がなくその芸風は途絶えた。
筑前琵琶は、女性奏者に人気があり、娘琵琶としても流行し、嫁入り前の女性の習い事として重視された。旧福岡市内には多い時で50人もの琵琶の師匠がいたといわれる。また、一時期は花柳界にも「琵琶芸者」なる演奏者があったほど琵琶熱が高く、大正時代末期の琵琶製造高は博多人形のそれに迫るほどであったという。
筑前琵琶の製作は、吉塚元三郎（1991年死去）の弟子であるイタリア人ドリアーノ・スリスが工房兼教室「琵琶館」を設けて、継承を図っている。